# Florian Eisath
Florian Eisath (ur. 27 listopada 1984 w Bolzano) – włoski narciarz alpejski.

## Kariera
Po raz pierwszy na arenie międzynarodowej Florian Eisath pojawił się 19 stycznia 2000 roku w Brunico, gdzie w zawodach FIS Race w supergigancie zajął 40. miejsce. W 2004 roku wystartował na mistrzostwach świata juniorów w Mariborze, zajmując między innymi szóste miejsce w gigancie i dziesiąte w zjeździe.
W zawodach Pucharu Świata zadebiutował 19 grudnia 2004 roku w Alta Badia, gdzie nie zakwalifikował się do pierwszego przejazdu giganta. Pierwsze pucharowe punkty wywalczył blisko rok później, 21 grudnia 2005 roku w Kranjskiej Gorze, zajmując 24. miejsce w tej samej konkurencji. W pierwszej połowie sezonu 2016/2017, 18 grudnia 2016 roku w Alta Badia po raz pierwszy stanął na podium w zawodach PŚ, zajmując trzecie miejsce w gigancie. W zawodach tych wyprzedzili go jedynie Austriak Marcel Hirscher oraz Francuz Mathieu Faivre. W 2015 roku wystartował w gigancie na mistrzostwach świata w Vail/Beaver Creek, kończąc rywalizację na ósmej pozycji. Startował w gigancie na olimpiadzie w Pjongczang, zajmując 14. miejsce.

## Osiągnięcia

### Igrzyska olimpijskie
| Miejsce | Dzień     | Rok  | Miejscowość | Konkurencja | Czas biegu  | Strata  | Zwycięzca       |
| ------- | --------- | ---- | ----------- | ----------- | ----------- | ------- | --------------- |
| 14.     | 18 lutego | 2018 | Pjongczang  | Gigant      | 2:21,18 min | +3,14 s | Marcel Hirscher |

### Mistrzostwa świata
| Miejsce | Dzień     | Rok  | Miejscowość       | Konkurencja | Czas biegu  | Strata  | Zwycięzca       |
| ------- | --------- | ---- | ----------------- | ----------- | ----------- | ------- | --------------- |
| 8.      | 13 lutego | 2015 | Vail/Beaver Creek | Gigant      | 2:34,16 min | +1,77 s | Ted Ligety      |
| 17.     | 17 lutego | 2017 | Sankt Moritz      | Gigant      | 2:15,02 min | +1,71 s | Marcel Hirscher |

### Mistrzostwa świata juniorów
| Miejsce | Dzień     | Rok  | Miejscowość | Konkurencja | Czas biegu  | Strata  | Zwycięzca        |
| ------- | --------- | ---- | ----------- | ----------- | ----------- | ------- | ---------------- |
| 10.     | 10 lutego | 2004 | Maribor     | Zjazd       | 1:09,61 min | +0,88 s | Romed Baumann    |
| 15.     | 12 lutego | 2004 | Maribor     | Supergigant | 1:17,49 min | +1,78 s | Hans Olsson      |
| 6.      | 13 lutego | 2004 | Maribor     | Gigant      | 2:17,40 min | +1,50 s | Jeffrey Harrison |
| DNF1    | 14 lutego | 2004 | Maribor     | Slalom      | 1:33,33 min | -       | Raphael Fässler  |

### Puchar Świata

#### Miejsca w klasyfikacji generalnej
- sezon 2005/2006: 137.
- sezon 2006/2007: 107.
- sezon 2007/2008: 80.
- sezon 2009/2010: 112.
- sezon 2010/2011: 122.
- sezon 2011/2012: 102.
- sezon 2012/2013: 67.
- sezon 2013/2014: 102.
- sezon 2014/2015: 55.
- sezon 2015/2016: 44.
- sezon 2016/2017: 35.
- sezon 2017/2018: 51.

#### Miejsca na podium w zawodach
1. Alta Badia – 18 grudnia 2016 (gigant) – 3. miejsce